# Zbigniew Nocznicki

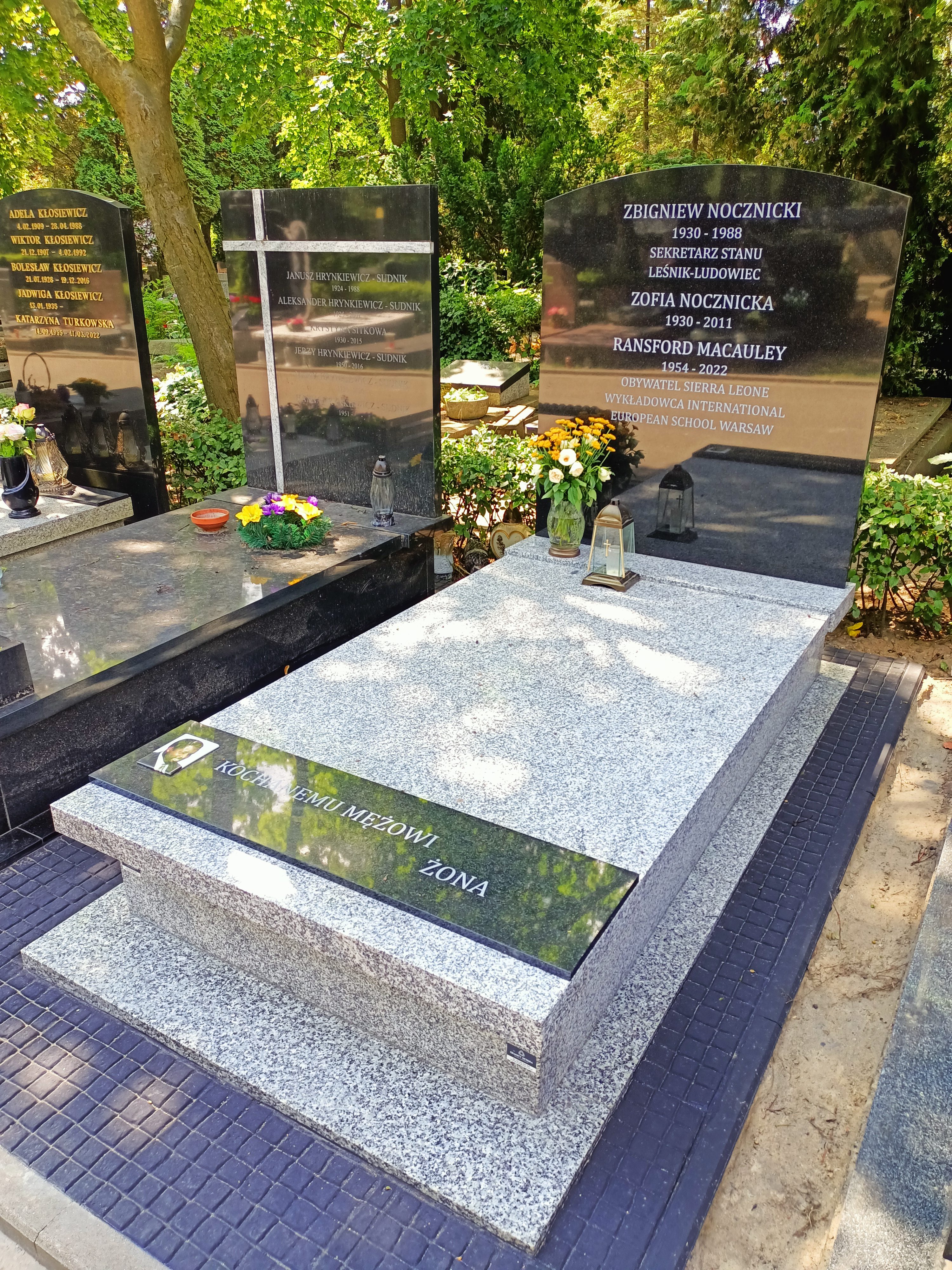
Grób Zbigniewa Nocznickiego na Cmentarzu Wojskowym na Powązkach

Zbigniew Wojciech Nocznicki (ur. 28 sierpnia 1930 w Sakówce, zm. 4 marca 1988 w Warszawie) – polski działacz partyjny i państwowy, inżynier leśnik, w latach 1982–1986 podsekretarz stanu w Ministerstwie Leśnictwa i Przemysłu Drzewnego, w latach 1986–1988 sekretarz stanu w Ministerstwie Rolnictwa, Leśnictwa i Gospodarki Żywnościowej.

## Życiorys
Wnuk Tomasza Nocznickiego. W czasie okupacji aresztowano jego ojca i brata. Ukończył liceum leśne w Margoninie, w 1954 został absolwentem Wydziału Leśnego Szkoły Głównej Gospodarstwa Wiejskiego. Od 1950 pracował w Państwowej Centrali Drzewnej. W latach 1952–1955 radca w Ministerstwie Leśnictwa. Zajmował stanowisko kierownika pracowni w Biurze Urządzania Lasu i Geodezji Leśnej w Przemyślu (1955–1959) oraz Radomiu (1959–1970); w drugiej jednostce był następnie wicedyrektorem i od 1974 dyrektorem. Uznawano go za jednego z największych znawców leśnictwa w Górach Świętokrzyskich, był m.in. współautorem koncepcji urządzenia Świętokrzyskiego Parku Narodowego. W latach 1975–1981 kierował zarządem wojewódzkim Ligi Ochrony Przyrody w Radomiu, od 1982 należał do zarządu głównego tej organizacji.
Od 1948 należał do Stronnictwa Ludowego, a od 1949 do Zjednoczonego Stronnictwa Ludowego, w 1950 został prezesem Gminnego Komitetu ZSL w Margoninie. Zasiadał w prezydium komitetów powiatowego (1960–1975) i wojewódzkiego (1975–1982) ZSL w Radomiu. Od 1984 do śmierci kierował Głównym Sądem Partyjnym. Od 17 października 1982 pełnił funkcję podsekretarza stanu w Ministerstwie Leśnictwa i Przemysłu Drzewnego, następnie od 1 stycznia 1986 do śmierci sekretarza stanu w Ministerstwie Rolnictwa, Leśnictwa i Gospodarki Żywnościowej.
W 1987 został członkiem honorowym Polskiego Towarzystwa Leśnego. Jego imię nadano Szkole Leśnej w Margoninie.
Pochowany na Cmentarzu Wojskowym na Powązkach (kwatera C31-tuje-4).